# Jean-Baptiste-Charles Chabroud
Pour les articles homonymes, voir Chabroud.
Jean-Baptiste-Charles Chabroud (5 mars 1750, Vienne - 1er février 1816, Paris), mieux connu sous le nom de Charles Chabroud, est un juriste et homme politique français.

## Biographie
Avocat à Vienne, il est élu député du tiers état aux États généraux par la province de Dauphiné le 4 janvier 1789.
Chargé de faire le rapport de la procédure instruite au Châtelet sur les événements des 5 et 6 octobre, il impliqua dans les poursuites le duc d'Orléans et Mirabeau, que la Constituante mit hors de cause, après une vive discussion.
Il est appelé à la présidence de l'Assemblée, le 9 avril 1790.
Le 4 mars 1791, il est nommé suppléant du tribunal de Cassation pour le département de l'Isère. Il siège au tribunal de Cassation jusqu'en l'an V, s'établit à Paris comme avocat consultant et devient avocat à la cour de Cassation, à la cour des prises et au Conseil d'État le 8 juillet 1806.

## Publications
- Opinions sur quelques questions relatives à l'ordre judiciaire (1790)
- Rapport sur la procédure du Châtelet sur l'affaire des 5 et 6 octobre (1790

## Sources
- « Jean-Baptiste-Charles Chabroud », dans Adolphe Robert et Gaston Cougny, Dictionnaire des parlementaires français, Edgar Bourloton, 1889-1891 [détail de l’édition]